# Clarisses franciscaines missionnaires du Saint Sacrement
Ne doit pas être confondu avec Missionnaires clarisses du saint Sacrement.
Les Clarisses franciscaines missionnaires du Saint Sacrement (en latin : Congregatio Sororum Clarissarum Franciscalium Missionarium a Sanctissimo Sacramento) sont une congrégation religieuse féminine enseignante et hospitalière de droit pontifical.

## Histoire
La congrégation est fondée en 1895 à Bertinoro par Françoise Farolfi (1853-1917), en religion Mère Marie Claire Séraphine de Jésus, pour l'éducation de la jeunesse et le soin des enfants abandonnés. Le 1er mai 1898, les neuf premières sœurs de l'institut prononcent leurs vœux des mains de Federico Polloni, vicaire général et, par la suite, évêque de Bertinoro. La congrégation s'étend rapidement en Italie. En 1902, les sœurs ouvrent des maisons en Inde et elles s'installent au Brésil en 1907.
Les clarisses missionnaires franciscaines observent la règle de sainte Claire avec leurs constitutions propres. L'institut reçoit le décret de louange le 7 mai 1907 et l'approbation définitive du Saint-Siège le 12 août 1915 ; il est rattaché à l'ordre des frères mineurs le 28 avril 1904. 

## Activités et diffusion
Les sœurs œuvrent dans les écoles maternelles et primaires, les collèges, les hôpitaux et les maisons de retraite.
Elles sont présentes en:
- Europe : Italie, Espagne, Roumanie.
- Amérique : Argentine, Bolivie, Brésil, Pérou, Venezuela.
- Afrique : Guinée-Bissau, Madagascar, Sénégal.
- Asie : Inde, Birmanie.

La maison-mère est à Rome.
En 2017, la congrégation comptait 870 sœurs dans 135 maisons.